# Даффи, Джозеф
Джо́зеф Да́ффи (англ. Joseph Duffy; род. 18 февраля 1988, Бёртонпорт) — ирландский боец смешанного стиля, представитель лёгкой весовой категории. Выступает на профессиональном уровне начиная с 2008 года, известен по участию в турнирах бойцовских организаций UFC и Cage Warriors, участник бойцовского реалити-шоу The Ultimate Fighter.

## Биография
Джозеф Даффи родился 18 февраля 1988 года в деревне Бёртонпорт провинции Ольстер, Ирландия. В детстве был большим поклонником регби, позже увлёкся единоборствами — практиковал тхэквондо и традиционное джиу-джитсу, в обеих этих дисциплинах впоследствии удостоился чёрных поясов. Долгое время выступал в ММА на любительском уровне, одержав на различных соревнованиях более двадцати побед.

### Начало профессиональной карьеры
Дебютировал в смешанных единоборствах на профессиональном уровне в марте 2008 года, выиграв у своего соперника техническим нокаутом в первом же раунде. Дрался на турнирах небольших промоушенов Ирландии и Великобритании — во всех случаях неизменно выходил из поединков победителем.
В 2010 году отметился победой над достаточно сильным североирландским бойцом Норманом Парком. Принял участие в двенадцатом сезоне популярного бойцовского реалити-шоу The Ultimate Fighter, однако уже на предварительном этапе проиграл Кайлу Уотсону и сразу же выбыл из состава участников.
Значительная часть бойцовской карьеры Даффи связана с британским промоушеном Cage Warriors, где в период 2010—2014 годов он одержал в общей сложности шесть побед, в том числе за 38 секунд заставил сдаться знаменитого в будущем соотечественника Конора Макгрегора. Имел возможность завоевать вакантный титул чемпиона Cage Warriors в лёгкой весовой категории, но проиграл чемпионский бой Ивану Мусардо.
Кроме того, в 2013 году одержал семь побед в профессиональном боксе, но затем вернулся в ММА.

### Ultimate Fighting Championship
Имея в послужном списке 13 побед и только лишь одно поражение, Даффи привлёк к себе внимание крупнейшей бойцовской организации мира и в январе 2015 года подписал с ней долгосрочный контракт. Дебютировал в октагоне UFC в марте того же года, выиграв техническим нокаутом у Джейка Линдси. Затем с помощью удушающего приёма «треугольник» заставил сдаться Ивана Жоржи, заработав тем самым бонус за лучшее выступление вечера.
В 2016 году единогласным решением проиграл Дастину Пуарье, но выиграл сдачей у Митча Кларка.
В 2017 году провёл в UFC ещё два боя, победил по очкам Реза Мадади, уступил техническим нокаутом Джеймсу Вику.
В 2020 году провёл поединок против Йоэля Альвареса. В первом же раунде Даффи попался на удушающую гильотину и сдался. После боя Даффи заявил, что завершает карьеру в смешанных единоборствах.

## Статистика в профессиональном ММА
| Боёв 22  | Побед 17 | Поражений 5 |
| -------- | -------- | ----------- |
| Нокаутом | 5        | 1           |
| Сдачей   | 10       | 2           |
| Решением | 2        | 2           |

| Результат | Рекорд | Соперник          | Способ                     | Турнир                                      | Дата            | Раунд | Время | Место                     | Примечание                                          |
| --------- | ------ | ----------------- | -------------------------- | ------------------------------------------- | --------------- | ----- | ----- | ------------------------- | --------------------------------------------------- |
| Поражение | 17-5   | Йоэль Альварес    | Сдача (гильотина)          | UFC Fight Night: Figueiredo vs. Benavidez 2 | 19 июля 2020    | 1     | 2:25  | Абу-Даби, ОАЭ             | После боя заявил, что завершает карьеру.            |
| Поражение | 17-4   | Марк Диакези      | Единогласное решение       | UFC Fight Night: Till vs. Masvidal          | 16 марта 2019   | 3     | 5:00  | Лондон, Англия            |                                                     |
| Поражение | 17-3   | Джеймс Вик        | TKO (удары руками)         | UFC 217                                     | 4 ноября 2017   | 2     | 4:59  | Нью-Йорк, США             |                                                     |
| Победа    | 17-2   | Реза Мадади       | Единогласное решение       | UFC Fight Night: Manuwa vs. Anderson        | 18 марта 2017   | 3     | 5:00  | Лондон, Англия            |                                                     |
| Победа    | 16-2   | Митч Кларк        | Сдача (удушение сзади)     | UFC Fight Night: dos Anjos vs. Alvarez      | 7 июля 2016     | 1     | 0:25  | Лас-Вегас, США            |                                                     |
| Поражение | 15-2   | Дастин Пуарье     | Единогласное решение       | UFC 195                                     | 2 января 2016   | 3     | 5:00  | Лас-Вегас, США            |                                                     |
| Победа    | 15-1   | Иван Жоржи        | Сдача (треугольник)        | UFC Fight Night: Bisping vs. Leites         | 18 июля 2015    | 1     | 3:05  | Глазго, Шотландия         | Выступление вечера.                                 |
| Победа    | 14-1   | Джейк Линдси      | TKO (удары)                | UFC 185                                     | 14 марта 2015   | 1     | 1:47  | Даллас, США               |                                                     |
| Победа    | 13-1   | Жульен Буссуж     | KO (удар коленом)          | Cage Warriors 74                            | 15 ноября 2014  | 1     | 0:36  | Лондон, Англия            |                                                     |
| Победа    | 12-1   | Дэмиен Лапилус    | Сдача (удушение сзади)     | Cage Warriors 70                            | 16 августа 2014 | 3     | 2:18  | Дублин, Ирландия          |                                                     |
| Поражение | 11-1   | Иван Мусардо      | Сдача (гильотина)          | Cage Warriors 44                            | 1 октября 2011  | 4     | 4:25  | Кентиш-Таун, Англия       | Бой за вакантный титул чемпиона CWFC в лёгком весе. |
| Победа    | 11-0   | Фрэнсис Хегни     | Единогласное решение       | Cage Warriors 43                            | 9 июля 2011     | 3     | 5:00  | Кентиш-Таун, Англия       |                                                     |
| Победа    | 10-0   | Ориол Гасет       | TKO (удары руками)         | Cage Warriors 42                            | 28 мая 2011     | 1     | 2:46  | Корк, Ирландия            |                                                     |
| Победа    | 9-0    | Том Магвайр       | Сдача (треугольник)        | Cage Warriors 40                            | 26 февраля 2011 | 1     | 4:47  | Кентиш-Таун, Англия       |                                                     |
| Победа    | 8-0    | Конор Макгрегор   | Сдача (треугольник руками) | Cage Warriors 39: The Uprising              | 27 ноября 2010  | 1     | 0:38  | Корк, Ирландия            |                                                     |
| Победа    | 7-0    | Норман Парк       | Сдача (удушение сзади)     | Spartan Fight Challenge 3                   | 20 марта 2010   | 1     | 3:06  | Ньюпорт, Уэльс            | Дебют в лёгком весе.                                |
| Победа    | 6-0    | Себастьян Гренден | Сдача (треугольник)        | KnuckleUp MMA 3                             | 1 ноября 2009   | 1     | 1:36  | Ньюпорт, Уэльс            |                                                     |
| Победа    | 5-0    | Мариус Бузинскас  | Сдача (удушение сзади)     | Spartan Fight Challenge 1                   | 11 июля 2009    | 1     | N/A   | Сомерсет, Англия          |                                                     |
| Победа    | 4-0    | Джеймс Брайан     | Сдача (удушение сзади)     | KnuckleUp MMA 1                             | 29 мая 2009     | 1     | 1:55  | Сомерсет, Англия          |                                                     |
| Победа    | 3-0    | Мо Тейлор         | KO (удары руками)          | Chaos FC 5                                  | 6 марта 2009    | 1     | 1:44  | Корк, Ирландия            |                                                     |
| Победа    | 2-0    | Сайаран Фрай      | Сдача (треугольник)        | Angrrr Management 18: Holly Brawl           | 13 декабря 2008 | 1     | 1:24  | Уэстон-сьюпер-Мэр, Англия |                                                     |
| Победа    | 1-0    | Мик Бростер       | TKO (остановлен врачом)    | Angrrr Management 15: The Octagon Club      | 29 марта 2008   | 1     | 2:33  | Киддерминстер, Англия     |                                                     |